# Bohmstedt
Bohmstedt (dänisch: Bomsted, nordfriesisch: Bååmst, niederdeutsch: Boomsteed) ist eine Gemeinde im Kreis Nordfriesland in Schleswig-Holstein.

## Geografie

### Geografische Lage
Das Gemeindegebiet von Bohmstedt erstreckt sich zu beiden Seiten der Naturräume Bredstedt-Husumer Geest und Nordfriesische Marsch bei der Mündung der Ostenau in die Arlau. Der Marschenbereich des in Anlehnung zur Gemeindezugehörigkeit sogenannten Bohmstedter Koogs markiert den südöstlichen Teil vom Breklumer Koog. Dieser wurde um das Jahr 1520 eingedeicht. Die Gemeindegrenze wird im Westen und Süden markiert durch die beiden genannten Flussläufe, sowie im Südosten durch den sogenannten Ahrenshöfter Graben. Historisch war dieser Bereich Teil des Verwaltungsbezirks der Nordergoesharde.

### Gemeindegliederung
Neben der gleichnamigen Dorflage befinden sich ebenfalls die weiteren Wohnplätze Bohmstedtfeld (dänisch Bomsted Mark), ein Streusiedlungsgebiet, die Einzelsiedlung Fresenhof und das Forst- und Wirtshaus Waldheim innerhalb des Gemeindegebiets.

### Nachbargemeinden
Nachbargemeinden von Bohmstedt sind:
|                   | Drelsdorf                                   |          |
| Almdorf           | Kompassrose, die auf Nachbargemeinden zeigt | Norstedt |
| Hattstedtermarsch | Ahrenshöft                                  |          |

## Geschichte
Der Ortsname wurde erstmals im 15. Jahrhundert schriftlich dokumentiert und bedeutet etwa Baumstätte zu altfries. bam. Obwohl am Westrand des ursprünglich dänischen Sprachgebietes in den Goesharden gelegen, liegt hier vermutlich ein friesischer Ortsname vor.
Am 1. April 1934 wurde die Kirchspielslandgemeinde Drelsdorf aufgelöst. Alle ihre Dorfschaften, Dorfgemeinden und Bauerschaften wurden zu selbständigen Gemeinden/Landgemeinden, so auch Bohmstedt.

## Politik

### Gemeindevertretung
Bei der Wahl zum Gemeinderat am 14. Mai 2023 erhielten Listenkandidaten der Wählergemeinschaft A (WGA) sechs Sitze, die Bewerber der Wählergemeinschaft B (WGB) drei Sitze.

### Bürgermeister
Für die Wahlperiode 2023–2028 wurde Silvia Petersen zur neuen Bürgermeisterin gewählt.

### Wappen
Blasonierung: „Von Grün und Gold gespalten. Vorn eine aus dem vorderen Schildrand hervorkommende, der Spaltungslinie zu geöffnete silberne Wellendeichsel, hinten ein bewurzelter grüner Laubbaum.“
Die Wellenlinie auf der linken Seite steht für den Zusammenfluss der Arlau und der Ostenau, während der bewurzelte grüne Laubbaum den Ortsnamen redend darstellen soll.

## Wirtschaft und Infrastruktur

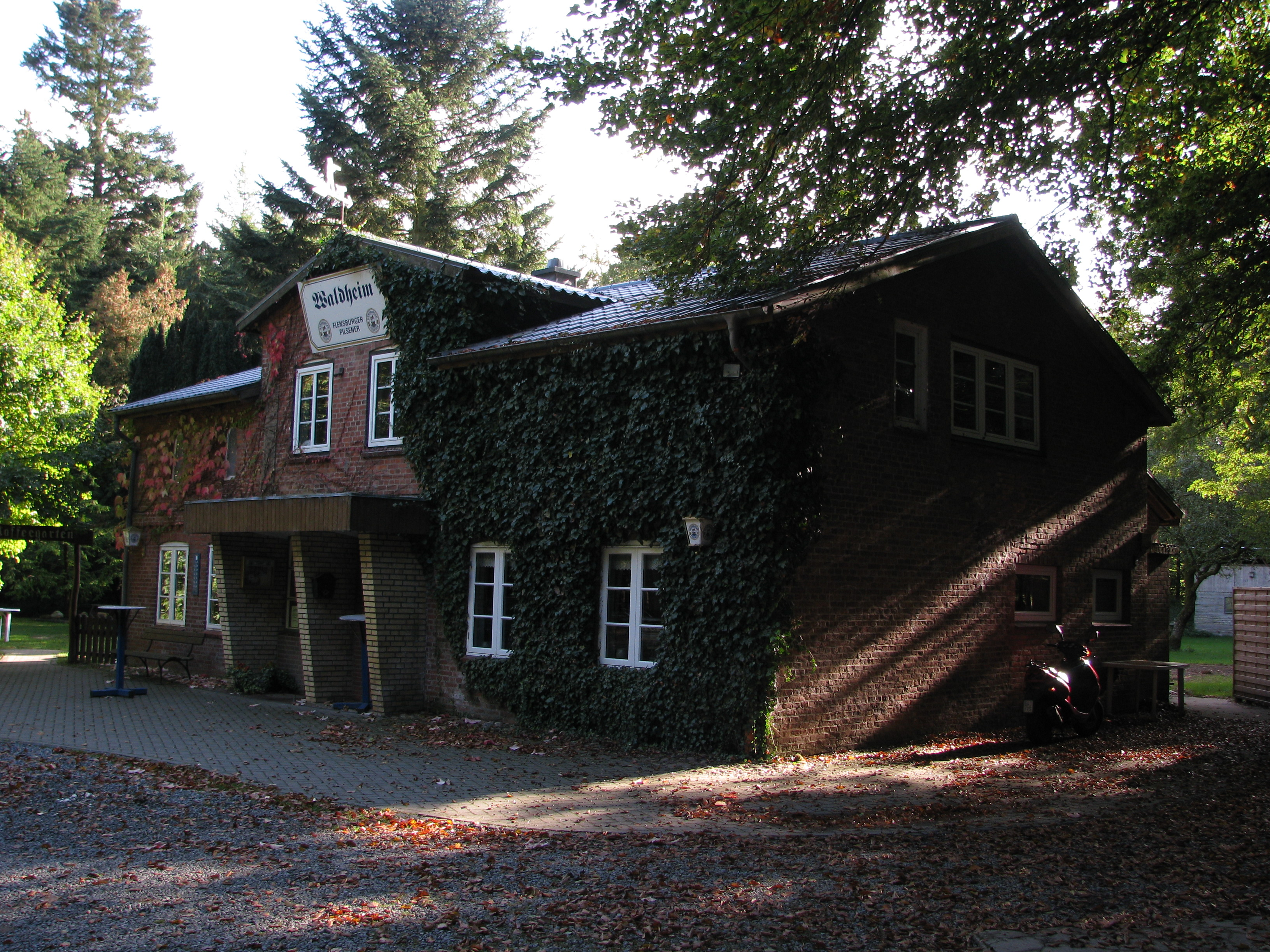
Waldheim im Haaks

### Allgemeine Wirtschaftsstruktur
Das Gemeindegebiet ist überwiegend land- und forstwirtschaftlich geprägt, was vorwiegend auf umfangreiche Aufforstungen seit Ende des 19. Jahrhunderts zurückzuführen ist. Zudem verfügt Bohmstedtfeld seit 1996 über einen Windpark mit neun Windkraftanlagen sowie eine Biogasanlage, die 2007 ihren Betrieb aufnahm.
Im Gemeindegebiet liegt ebenfalls ein genossenschaftlich betriebener Bauernwald, der Haaks. Er dient auch Naherholungszwecken der lokalen Bevölkerung und des Fremdenverkehrs. In seiner Mitte befindet sich mit dem Waldheim eine regional bekannte Ausflugsgaststätte. Der Bekanntheitsgrad resultiert auch aus einem hier in der Vergangenheit über mehrere Jahre ausgerichteten gleichnamigen Open Air Musikfestival.

### Verkehr
Bohmstedt liegt abseits der Hauptverkehrsachsen des Kreises Nordfriesland. Die nächstgelegene überregionale Verkehrsachse im motorisierten Individualverkehr, die Bundesstraße 5, verläuft in knapp drei Kilometer Entfernung durch die Hattstedtermarsch. Die günstigste Anbindung des Ortes erfolgt über eine direkt von ihr am südlichen Ortseingang von Struckum in östliche Richtung abzweigende Kreisstraße Richtung Almdorf und Bohmstedt. Die Bundesstraße 5 war in früherer Zeit Bestandteil der Grünen Küstenstraße.
Im ÖPNV ist Bohmstedt mittels der Buslinie 1031 des Nahverkehrsverbunds Schleswig-Holstein (Routenverlauf Bredstedt – Drelsdorf – Husum) an die Bahnhöfe in Bredstedt und Husum angebunden. An beiden Stationen besteht Anschluss an den Schienenpersonennahverkehr auf der Marschbahn (Linie RE 6). Der Bahnhof in Husum wird auch von einzelnen Intercity-Zügen der Linien 26.1, 27 und 30 bedient.

## Einrichtungen
Das Gebäude der Außenstelle der Grund- und Hauptschule Drelsdorf, in dem Grundschulklassen der Gemeinden Drelsdorf, Bohmstedt und Ahrenshöft unterrichtet wurden, wird seit 2007 nicht mehr genutzt.

## Persönlichkeiten

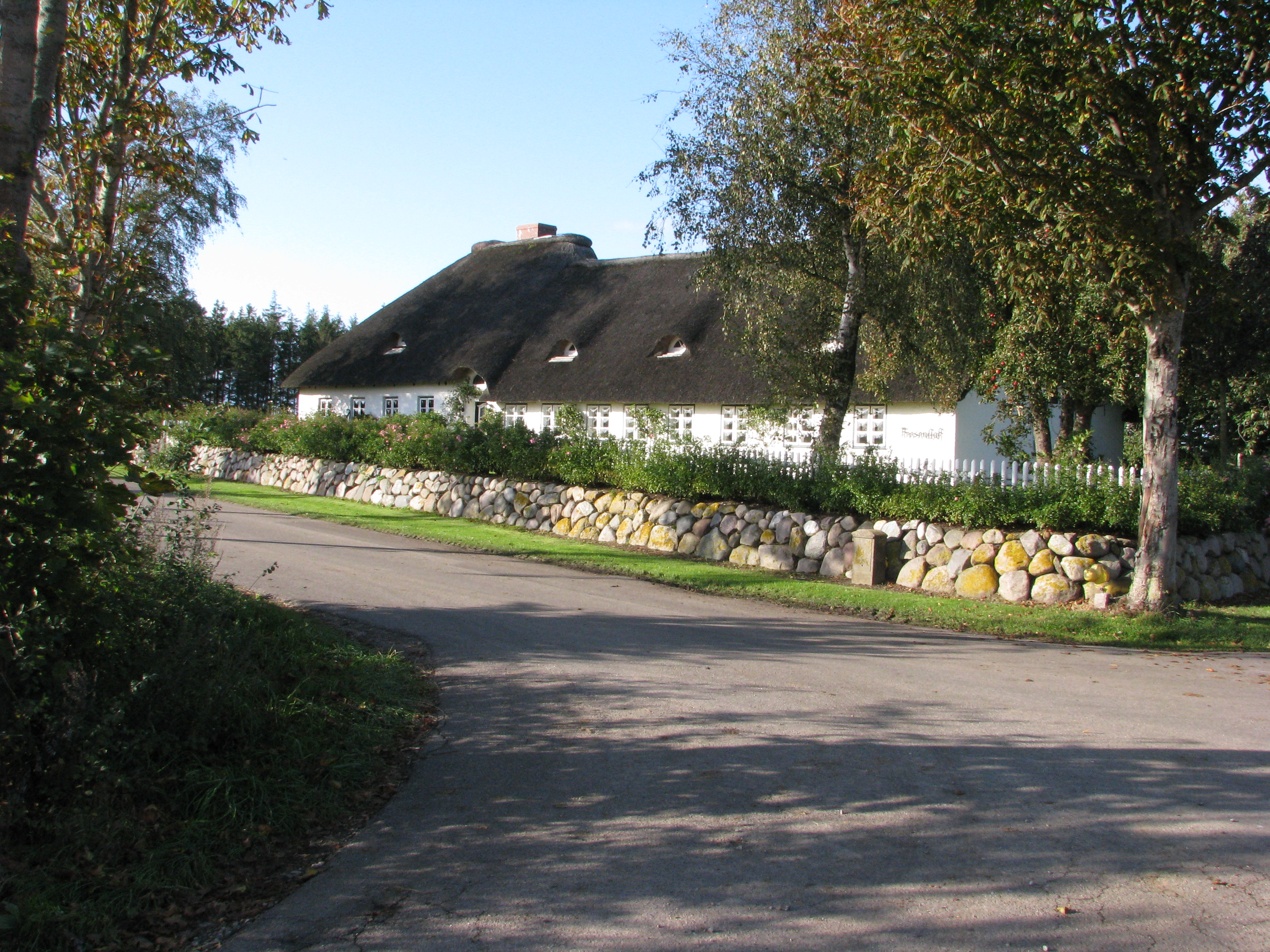
Fresenhof in Bohmstedt

- Knut Kiesewetter (1941–2016), deutscher Jazz- und Folkmusiker, lebte ab 1971 auf dem Fresenhof in Bohmstedt. Leeder vun mien Fresenhof ist sein erfolgreichstes Album.
- Peter Lustig (1937–2016), deutscher Fernsehmoderator und Kinderbuchautor, lebte anschließend mehr als ein Jahrzehnt bis 2014 auf dem Fresenhof.